# ブルース・エリアンス
ブルース・チャールズ・エリアンス（Bruce Charles Arians、1952年10月3日 - ）はアメリカ合衆国ニュージャージー州パターソン出身の元アメリカンフットボールコーチ。
2013年から2017年までNFLのアリゾナ・カージナルスのヘッドコーチを務め、2019年より2021年まではタンパベイ・バッカニアーズでヘッドコーチを務めた。また、2012年には、インディアナポリス・コルツで暫定ヘッドコーチを務めていた。アマチュアでは、1983年から1988年までテンプル大学のヘッドコーチを務めていた。アグレッシブなプレーを奨励する「リスクなくして、ビスケットなし」というスローガンで知られている。日本語のメディアでは「エイリアンス」「アリアンス」などの表記も見られる。

## 経歴
バージニア工科大学時代はカレッジフットボールでクォーターバックを務めていた。大学卒業後、選手としては引退し、バージニア工科大学で卒業アシスタントを務め、以降コーチとしての経歴を歩んでいく。
コーチとしてのキャリアの大半をクォーターバック（QB）担当コーチや攻撃コーディネーターとして過ごす。最初のインディアナポリス・コルツ在籍時はペイトン・マニング、ピッツバーグ・スティーラーズ在籍時はベン・ロスリスバーガーを指導。のちにNFL史に名を残すQBのキャリア初期の指導に関わった。
2012年にコルツの攻撃コーディネーターとなり、プロ1年目のアンドリュー・ラックの指導を行っていたが、チャック・パガーノヘッドコーチが白血病の治療を受けたとき、暫定ではあるが初めてNFLのヘッドコーチに就任した。コルツでの12週間の暫定ヘッドコーチの期間、前年のシーズンで2勝14敗だったチームを9勝3敗の成績に導き、プレーオフ出場を果たした。そのシーズンで、エリアンスは、暫定ヘッドコーチながらAP通信NFL最優秀コーチ賞を受賞した。
2013年よりアリゾナ・カージナルスのヘッドコーチに就任。ハイズマン賞受賞者でありながら安定した成績を残せずにいたカーソン・パーマーを正QBに成長させるなど手腕を示し、2度のポストシーズン出場、1度の地区優勝を果たす。2015年シーズンはNFCチャンピオンシップゲームへの出場を果たした。2014年シーズンには2度目のAP通信NFL最優秀コーチ賞を受賞した。
2017年に健康上の理由から一度コーチキャリアを引退するも、2019年にバッカニアーズのヘッドコーチに就任した。2020年にはニューイングランド・ペイトリオッツから移籍してきたQBトム・ブレイディと邂逅し、第55回スーパーボウルでチーム2度目のスーパーボウル制覇を果たした。この時すでに68歳であり、スーパーボウルを制覇した最年長のヘッドコーチとなった。2022年3月30日、引退を発表した。